# Mara (budism)

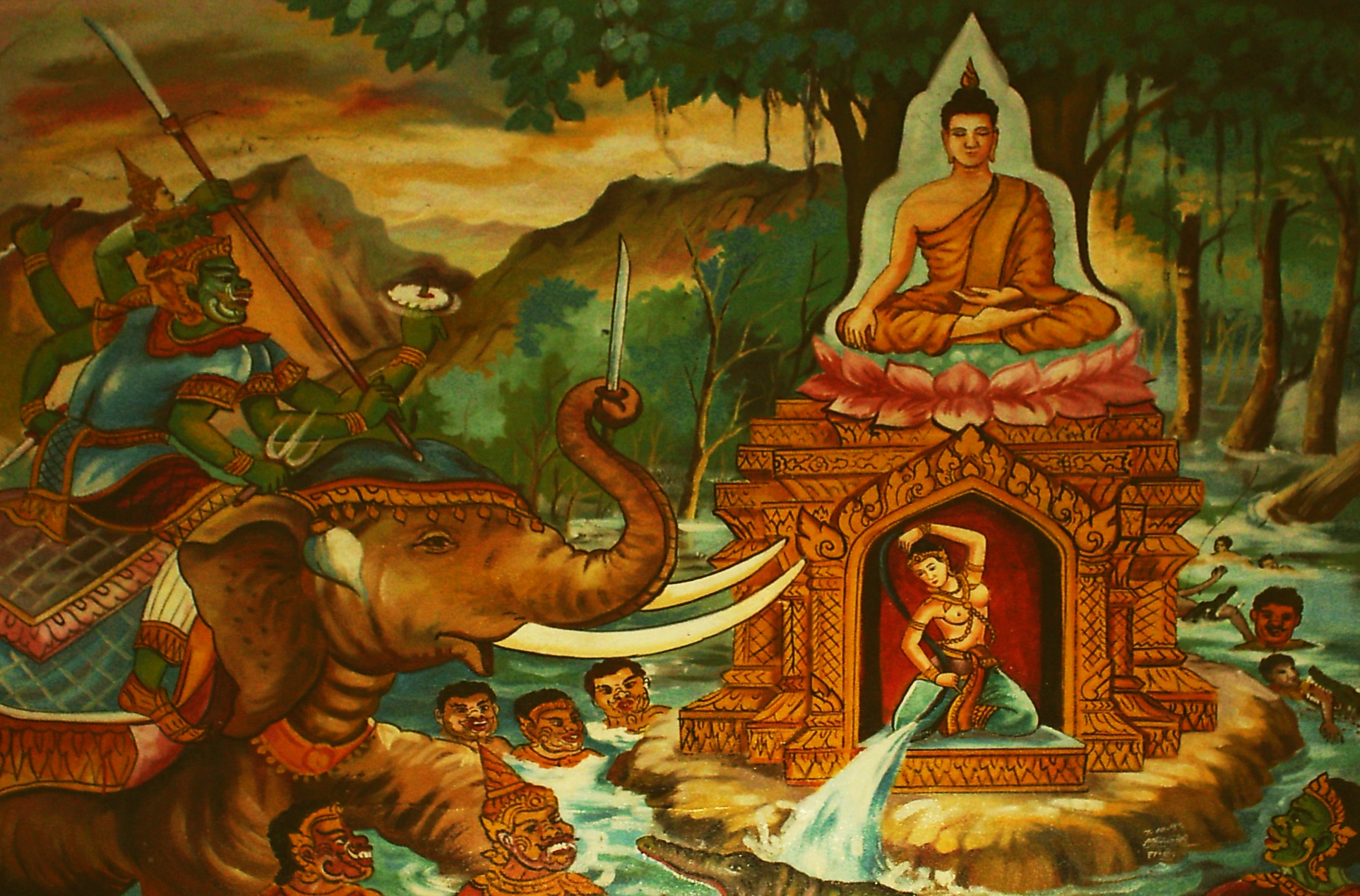
Prințul Mara călare pe un elefant, împreună cu demonii săi, încercând să-l omoare pe Buddha.

În budism, Mara a fost un demon-prinț care reprezenta moartea și care a încercat să-l ispitească pe Buddha Shakyamuni.
Pentru budiști, Mara este simbolul suprem al răului, fiind uneori asociat cu diavolul creștin.

## Mara și Buddha
La început Mara a apărut în fața lui Buddha și a încercat să-l convingă să renunțe la căutarea căii spre Nirvana, dar nu a reușit. Apoi, Mara și-a adus cele trei fiice superbe ca să-l seducă pe Buddha, dar el nu le-a dat importanță și a continuat meditația sub smochinul său. În cele din urmă, furios pentru că nu reușise să-l convingă pe Buddha să renunțe la calea spre Nirvana, Mara a invocat o armată de demoni pentru a-l distruge pe Buddha. Dar Buddha, obținând nirvana, a făcut mudra Bhumisparsha, prin care mâna stângă îi stătea în poală, iar cea dreaptă stătea pe pământ, astfel toate energiile universului s-au adunat, iar prințul Mara și armata lui demonică au fost nimiciți.